# Andreu Tomàs i Tohà
Andreu Tomàs i Tohà (Tremp, 6 de juliol de 1986) és un jugador d'hoquei sobre patins català. Va jugar dues temporades amb el HC Quévert, dues amb el SDC San Antonio de Pamplona i disset amb el Lleida Llista Blava, del qual en va ser el capità.

## Trajectòria
Es va iniciar en la pràctica de l'hoquei sobre patins als quatre anys i va disputar onze temporades al Club Hoquei Patins Tremp. En acabat, el Club Esportiu Lleida Llista Blava el va fitxar i va jugar amb aquest club tota la resta de la seva trajectòria esportiva, excepte dues temporades amb el SDC San Antonio de Pamplona i dues més amb el HC Quévert de la lliga francesa (2011-2013).
El 14 de març de 2022 va anunciar que, per motius familiars, es retiraria al final de la temporada. En una sala de premsa del Pavelló Onze de Setembre, i envoltat de familiars (la seva mare Marina, la seva esposa Carmen, la seva filla Iris i el seu germà Lluís) i companys del club, com ara el president Enric Duch i l'entrenador Albert Folguera, que penjaria els patins el 30 de juny després de vint-i-una temporades en actiu, disset de les quals en el club ilerdenc. En l'acte d'homenatge previst, el club li retirarà la samarreta, juntament amb la del seu germà, l'exporter Lluís Tomàs, que no se li va poder retre el pertinent homenatge per culpa de les restriccions de la pandèmia de COVID-19. Al pavelló lleidatà ja hi consten penjades les samarretes de Carlos Trilla i Lluís Rodero, ambdós retirats el 2017.

## Palmarès

### HC Quévert
- 1 Lliga francesa (2012)
  - 1 subcampionat de Lliga francesa (2013)
- 1 Copa francesa (2013)

### Lleida Llista Blava
- 3 Copes de la CERS[4] (2017-18, 2018-19, 2020-21)[2]